# Bombdådet i Hyderabad 2013

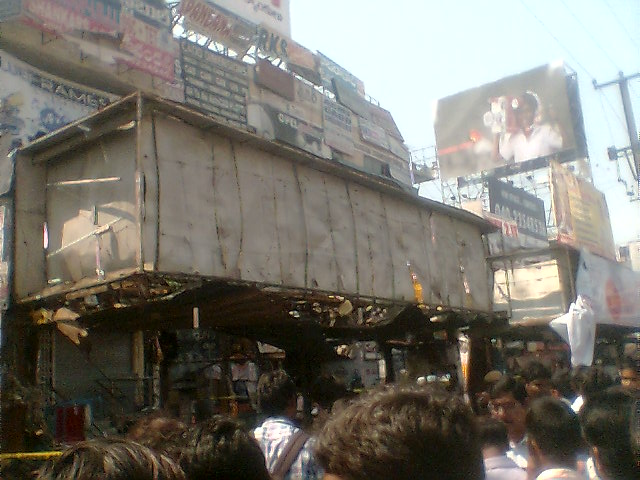
Foto som visar ett förstört busskydd, orsakat av den första bomben.

Bombdådet i Hyderabad 2013 inträffade den 21 februari 2013, omkring kl. 19:00 enligt indisk standardtid, då två bomber exploderade i Hyderabad i Indien. De två bomberna exploderade i shoppingcentret Dilsukhnagar, omkring 100 meter från varandra. Bomberna dödade 17 personer, varav minst tre collegestudenter. Dessutom skadades 119 personer. Den indiska polisen hade under 2012 skaffat sig uppgifter om att en terrorattack skulle kunna inträffa i Bombay, Delhi eller Hyderabad.

## Respons
- FN – FN:s generalsekreterare Ban Ki-moon gjorde efter dådet ett uttalande där han uttalade sig mot bombningarna och uttryckte deltagande med familjerna till offren.[7]